# 公安检查站 (中国大陆)

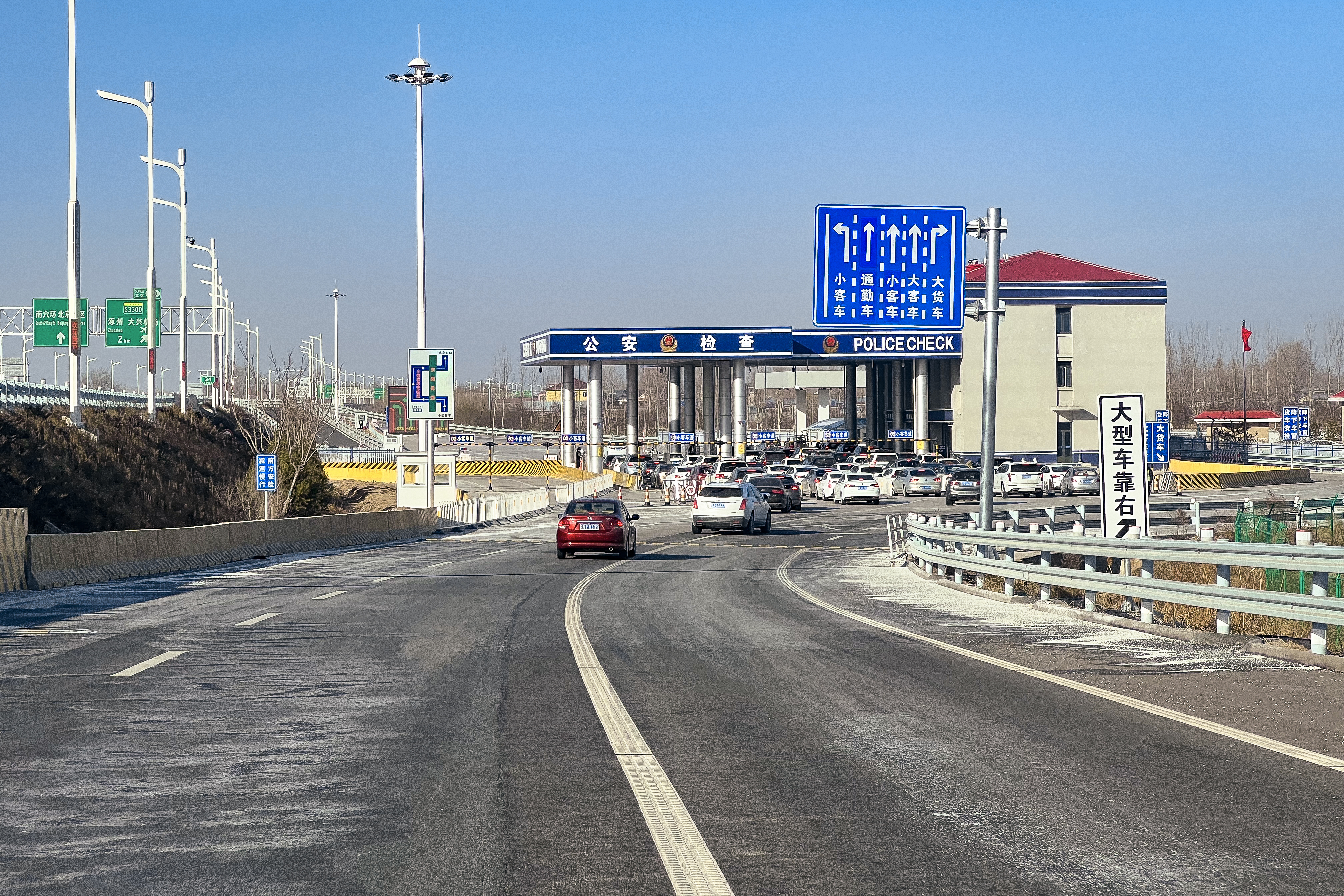
位于涿州市京冀省界南侧的京雄高速公路义和庄进京检查站

公安检查站是由中华人民共和国公安机关设立在交通要道的检查站，通常由单一警种或多个警种联合运作。其主要职能是对过往车辆、船舶及行人等进行针对性检查，属于一种综合性的警务实体。
中国大陆的警校学者认为公安检查站的查控具有法定性、临时性、非常态性和高危险性等特征。这种检查站的设立必须报省级人民政府批准，而且只能由公安机关设立或进行执法。这类检查站通常设置在境内，但较之深圳特区的二线关检查站具有的类似边境管制的强力权限为弱且基本上设置在内地，其管区局限于公路上。

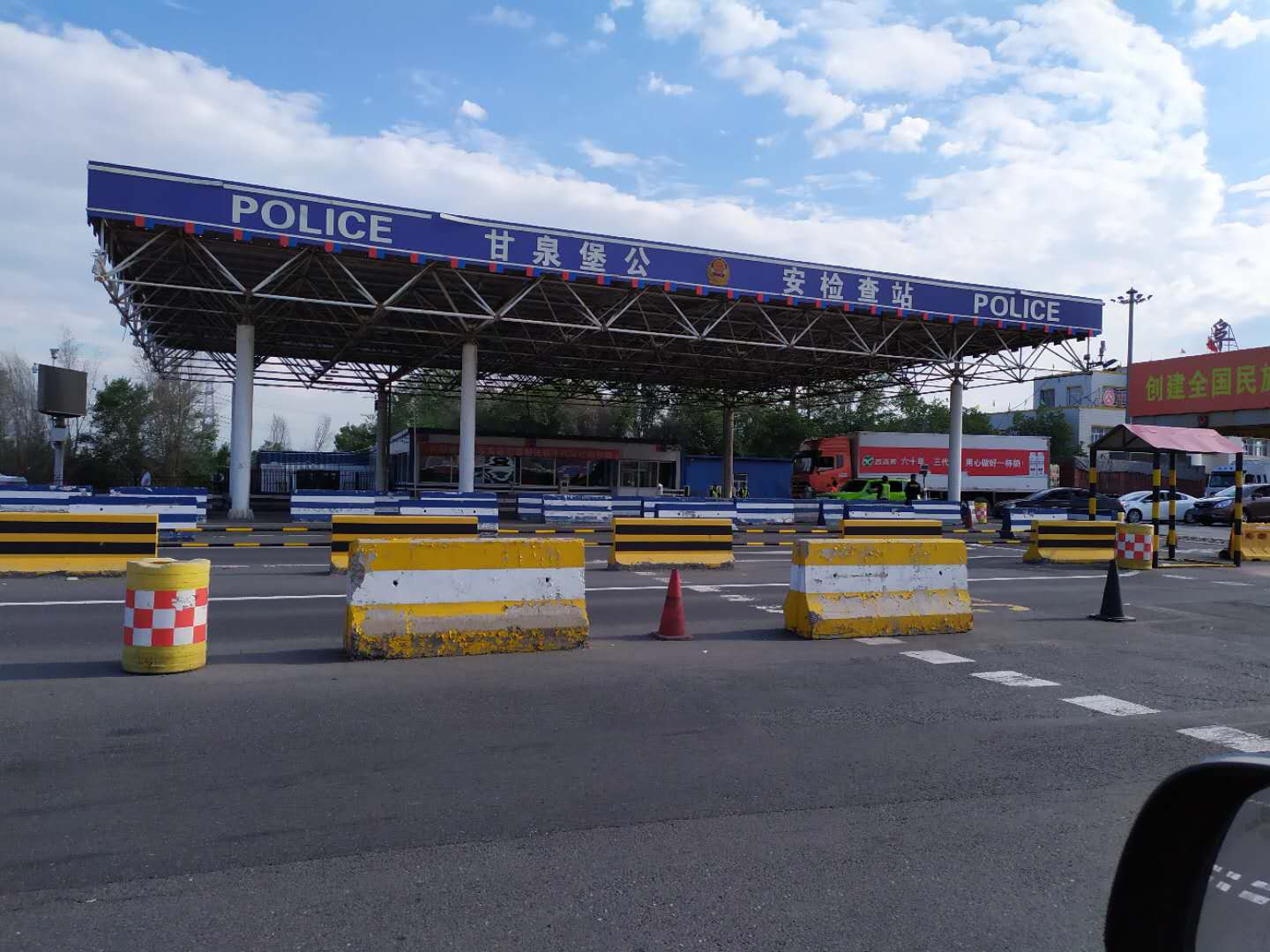
G216线上和阜康收费站共构的甘泉堡公安检查站，这个检查站位于米东区，是进入新疆维吾尔自治区首府乌鲁木齐的重要关隘。

## 历史
对日作战期间，安徽省抗日民主政府在其皖中的根据地的交通要冲或重要集镇，部署检查站，为稽查检问间谍而设立，如在湖东县（今安徽省巢湖市域）就有槐林嘴、魏家坝、沐家集、关河四个检查站。
作为一种警务实体的公安检查站，其创建历史最早在第二次国共内战时期，1946年1月，旅大公安总局成立水上公安局，对进出大连港小型船舶进行检查、并维护治安、查缉走私。1949年4月，北平市人民政府公安局决定，在郊五分局辖区成立3个检查站，即香山检查站、青龙桥检查站和八大处检查站。检查站的工作任务规定为指挥交通、检查来往可疑车辆及行人、调查户口、负责管辖路段内道路两侧的警戒。
1959——1961年的大饥荒期间，为防止饥民逃荒，进出成都的道路也设置了检查站。尔后，在1964年中印战争期间，接近边境的各县也设立了检查站，并派民警驻守检查，后来这些检查站改名为“民政检查站”。
1971年4月，经北京市革命委员会批准，北京市公安局军事管制委员会交通管理支队恢复和新建了6处交通安全检查站：朝阳区双桥路口、孙河路口、海淀区玉泉路南口、新都路口(即西三旗)、丰台区团河路北口、杜家坎。1989年检查站调整到23处，其中近郊10处，远郊13处。其具体分布是：朝阳区管庄南、北站、北皋、小关；海淀区温泉、西三旗；丰台区团河、三营门、新发地；石景山区麻峪；门头沟区芹峪口；房山区红煤厂、琉璃河、长沟、长阳；通县白庙、觅子店；大兴县榆垡、凤河营；平谷县韩庄；怀柔县汤河口；密云县松树峪；延庆县张山营。
现行的公安检查站隶属于巡逻警察系统，巡警系统在二十世纪八十年代初，人员、物资流动加剧的社会背景下出现，因此公安检查站是中国改革开放的产物。

### 早期历史
改革开放后最初检查站是由路政负责的。1986年，国务院发布的《国务院关于改革道路交通管理体制的通知》其中首次提出了检查站设立的四条原则，沿用至今：
- 除「公安机关」外，其他部门不能自行道路上设置检查站。
- 其他部门确实需要设立检查站的，需要和公安机关「联合执法」。
- 其他部门单独设立检查站，需要公安机关批准。
- 设立检查站需要报省级人民政府批准。

二十世纪九十年代，车匪路霸的犯罪数量和烈度增长，针对实践而言，检查站在打击车匪路霸方面有一定成效，广州公安的巡逻大队自1994年起在广深高速广氮收费站设卡24小时检查，以打击车匪路霸作为工作重点，效果较好，1997年湖北省也有借治安检查站成功逮捕车匪路霸集团骨干的案例。黑龙江省公安机关认为公安检查站能有效堵截流窜型犯罪分子和车匪路霸，且因这类检查站不能罚款、收费、扣押车辆，并不违反国务院治理公路三乱的精神，各省保留了一定的公安检查站，例如广东省政府在1992年整顿了滥设的检查站，但堵截车匪路霸时公安机关设检查站拦路不在此列。

### 部分撤销和转型升级
在部分地区（如北京市房山区），出于治理超载和打击私挖盗采等目的，部分检查站并不在省界附近，给检查站以远地区居民的出行造成了不便。

## 设施规格
检查站的土建部分由检查站大棚、场站和公安等机构的办公设施组成，拦截在进京高速公路上的京津、京冀界检查站多借匝道和主路连接，并借新泽西护栏封死主路，其余省市的高速公路多和省际收费站合建。白庙检查站等较低级别公路的检查站直接拦截在主路上。在场站外，车道间借新泽西护栏或普通的交通护栏隔开，场站内大棚下方的车道借安全岛隔开，安全岛上可能有警用装备。

### 便民服务
在1964年，西藏地区的民政检查站为应对经水传染的痢疾爆发，在检查站设置提供热水的茶水站，茶水站还招贴政治宣传的海报和提供西藏日报进行借阅。检查站所设的厕所也可供被检查者使用，有逃犯因此而被人脸识别设备认出。

### 检查站的警用装备

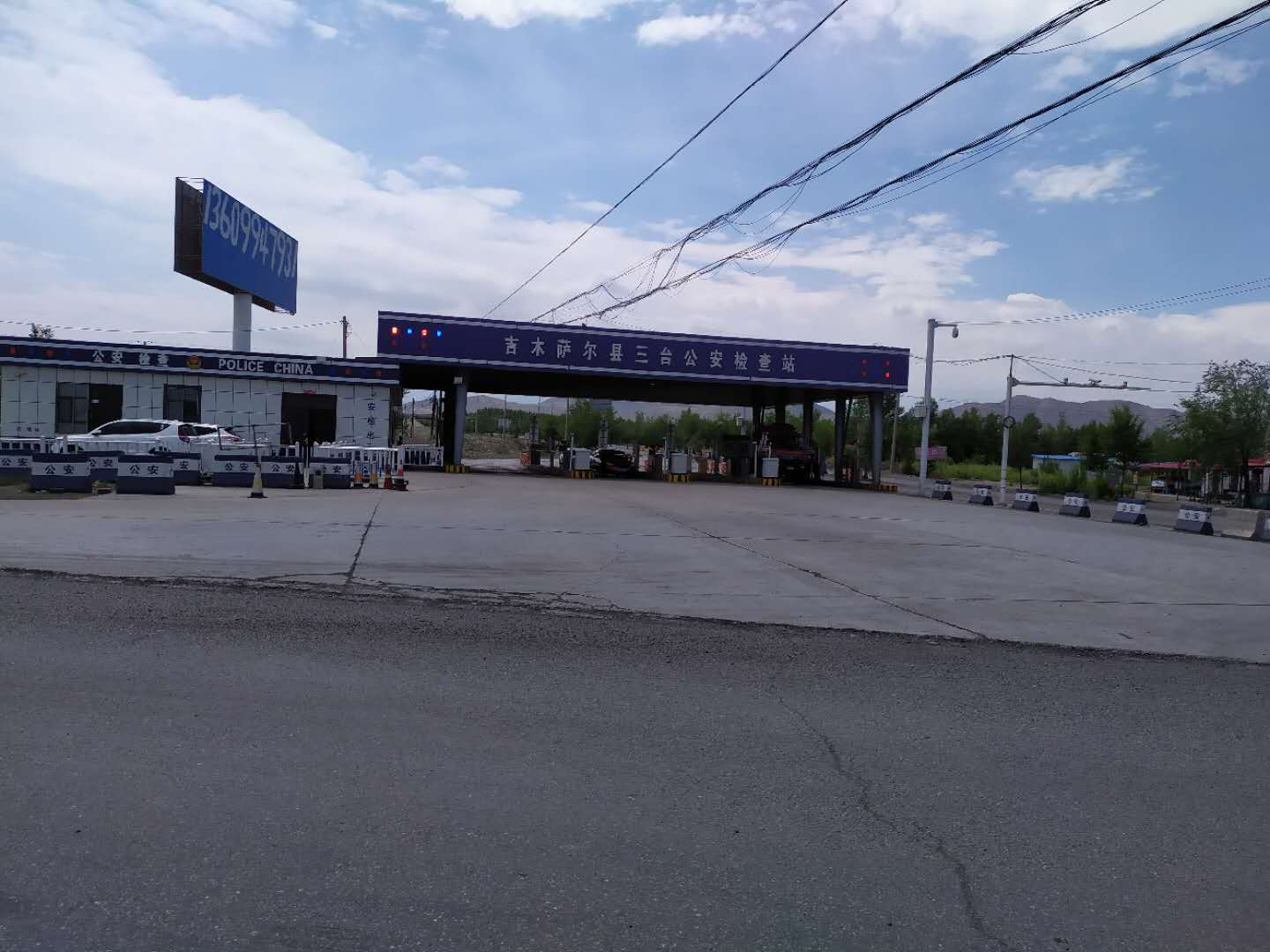
图像右上角可见向检查站方向延伸的网线 (Note: 只有光缆或传输数据的(低压)电缆会这样架线，因为输电线必然需要带绝缘子的电线杆，而且像图中那样缠绕在一起会短路。)和数个高架的闭路电视摄像头，这个公安检查站位于吉木萨尔县。

#### 陈仓经验
陈仓经验指陕西省宝鸡市公安局建设公安检查站的经验，因拦截在连霍高速陕甘界上的宝鸡陈仓省际公安检查站建设良好而得名，最早见于2018年8月24日在宝鸡市召开的陕西省公安检查站规范化建设现场推进会。
陈仓省际公安检查站硬件设备在全省领先，管理检查站的巡查大队负责人称检查站已经做到“指挥调度可视化、查询比对信息化、数据传输高速化”。公安检查站的查控设施由高清视频监控、缉查布控、可视化指挥调度、人车身份核查等系统组成。其中交通缉查布控系统能对所有车辆预检，做到“逢车必核”，也实现了“电子围栏”的功能；智能摄像头、人脸核查系统、车底扫描仪等设备采集的信息可以被自动分析，进而精准查控重点对象和可疑物品；检查站的使用的尖端技术使得人、车、物在非接触的情况下就能被检查，保证了检查的高效。
建设取得了一定效果，宝鸡陈仓省际站连续五年无可疑物品、人员、车辆漏过，也在公安系统内部组织的演习中表现良好。

## 勤务内容

### 绕过检查站
绕过检查站的办法有两种，一种是如字面意义上的驾车离开检查站拦住的道路。另一种是下车步行通过检查站。
下车步行通过检查站最早的记载，见于1999年4月25日中南海上访的法轮功学员的口述经历：有来自鞍山的法轮功学员在沈阳打的前往北京途中，被检查站拦在通县，学员随后下车步行绕开检查站，转乘北京的出租车赶往西城区的国务院信访局。2008年娄烦尖山铁矿排土场垮塌事故中，中国青年报的调查记者孙春龙也利用类似的方法绕开了山西省地方政府设置的检查站。这种方法在不晚于2010年效果降低，因为随后的检查站也开始检查行人的身份证。在大规模监控和AI结合后，离检查站有一定距离的地方也可被监视起来。

### 综合检查站
一些检查站（如北京怀柔区汤河口检查站）属于综合检查站，除公安、交通外，还有林业、环保等多部门联合执法。

## 有关检查站的问题和争议

### 堵车问题
对于跨省级行政区通勤（如京津冀地区间）的睡城居民而言，检查站交通拥堵属于突出问题，例如通燕高速公路的白庙检查站。

### 公路三乱
1994年，中华人民共和国国务院发布《关于禁止在公路上乱设站卡乱罚款乱收费的通知》（国发〔1994〕41号），但此后“公路三乱”仍然屡禁不止。
2011年11月21日至2012年2月7日，中央电视台相继报道了山西省岚县、孟县、河南叶县、河北邢台等地交警乱收费、乱罚款的问题，引发社会各界对交警执法问题的热议。特别是《经济半小时》栏目播出的《农产品物流：隐性的罚款》，加大了群众对交警工作的质疑。

## 注解
1. ↑  其他部门联合执法时处罚只能由公安机关担当[2]
2. ↑  1951年10月，在苏军移交大连港后，水上公安局改名为大连边防检查站。
3. ↑  郊五分局即是香山分局，驻地在香山地区买卖街6号[7]，分管北平第十七区[8]。
4. ↑  收费站在2012年撤销，打击车匪路霸的机关在原址附近保留[18]。
5. ↑  广深高速的车匪路霸主要是针对高速大巴乘客抢劫
6. ↑  在新闻报道一般叙述中，新泽西护栏被叫做“水泥桩”或“防撞桩”[25]。
7. ↑  检查站在策划时主动加入了宣传民族政策的功能
8. ↑  只有光缆或传输数据的(低压)电缆会这样架线，因为输电线必然需要带绝缘子的电线杆，而且像图中那样缠绕在一起会短路。
9. ↑  在2000年国务院信访局改为国家信访局。